# Joseph Gabler
Pour les articles homonymes, voir Gabler.

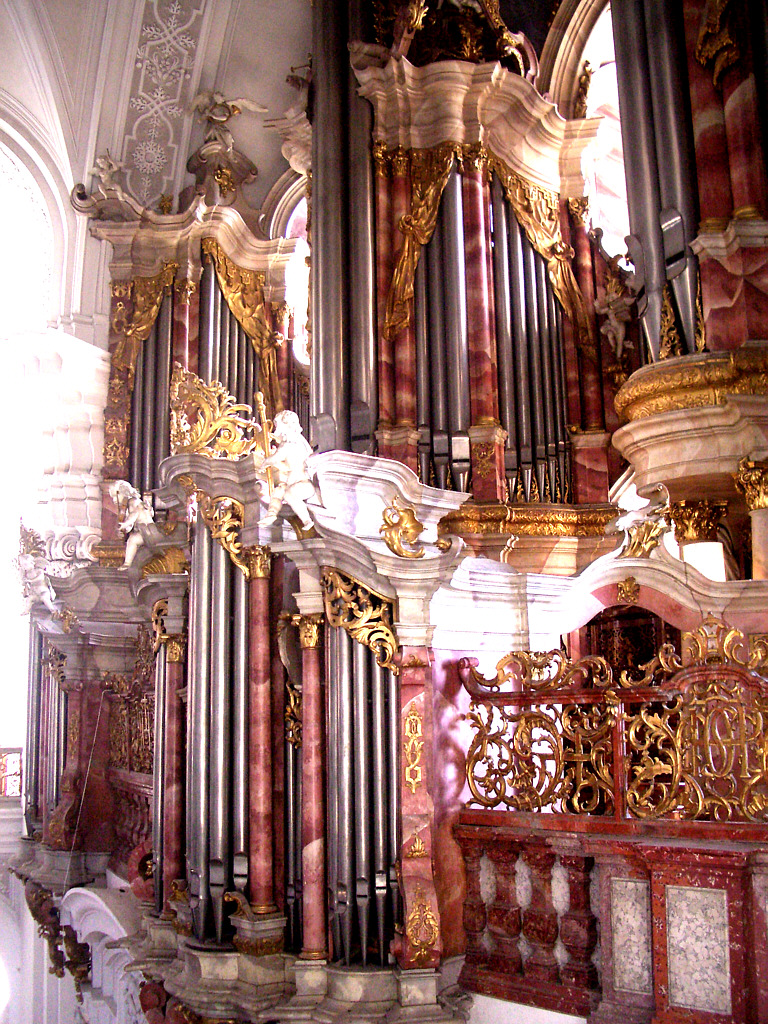
Grand orgue de Weingarten

Joseph Gabler (* 6 juillet 1700 à Ochsenhausen - † 8 novembre 1771 à Brégence) est un facteur d'orgues allemand.

## Biographie
Après avoir appris le métier de menuisier, il se forma à la facture instrumentale à partir de 1719 à Mayence probablement auprès de Anton Ignaz Will ou Johann Jacob Dahm.
Il est particulièrement célèbre pour les grandes orgues qu'il construisit pour les abbatiales de Ochsenhausen, et surtout de Weingarten,. Un autre instrument à Maria Steinbach a été très fortement modifié aux XIXe et XXe siècles. Quant à ses autres créations, il n'en reste généralement plus guère que le buffet.
Avec Charles-Joseph Riepp et Johann Nepomuk Holzhey il représente la grande tradition de facture d'orgue d'Allemagne méridionale.

## Instruments
- Orgue de l'abbatiale d'Ochsenhausen, 4 claviers et pédalier, aujourd'hui 47 registres, terminé en 1737
- Orgue de chœur de l'abbatiale de Weingarten
- Grand-orgue de l'abbatiale de Weingarten, 4 claviers et pédalier, 66 registres, 6 666 tuyaux, terminé en 1750
- Orgue de l'église de pèlerinage de Maria Steinbach, 2 claviers et pédalier, aujourd'hui 26 registres